# Cry Cry
Cry Cry – singel południowokoreańskiej grupy T-ara. Utwór promował czwarty minialbum Black Eyes. Został wydany 11 listopada 2011 roku. Grupa rozpoczęła promowanie piosenki i albumu, w programie M! Countdown 18 listopada 2011 roku. Według danych Gaon utwór został pobrany 2 662 575 razy w Korei Południowej.

## Lista utworów
| Nr | Tytuł                                   | Słowa                                      | Kompozycja                  | Czas |
| -- | --------------------------------------- | ------------------------------------------ | --------------------------- | ---- |
| 1. | "Cry Cry"                               | Kim Tae Hyun, Ann Young-min, Cho Young-soo | Kim Tae Hyun, Cho Young-soo | 3:17 |
| 2. | "Cry Cry" (Ballad Version)              | Kim Tae Hyun, Ann Young-min, Cho Young-soo | Kim Tae Hyun, Cho Young-soo | 3:17 |
| 3. | "Cry Cry" (Ballada Music Video Version) | Kim Tae Hyun, Ann Young-min, Cho Young-soo | Kim Tae Hyun, Cho Young-soo | 3:12 |

## Notowania
| Lista                         | Najwyższa pozycja |
| ----------------------------- | ----------------- |
| Gaon Weekly Digital Chart     | 1                 |
| Gaon Yearly Download Chart    | 24                |
| Billboard Korea K-Pop Hot 100 | 1                 |